# Ardisia diversifolia
Ardisia diversifolia är en viveväxtart som beskrevs av Sijfert Hendrik Koorders och Valet. Ardisia diversifolia ingår i släktet Ardisia och familjen viveväxter. Inga underarter finns listade i Catalogue of Life.